# Olonbajaryn Enchbat
Olonbajaryn Enchbat (mongolisch Олонбаярын Энхбат, * 23. Mai 1985, international bekannt als Enkhbat Olonbayar) ist ein mongolischer Badmintonspieler. 

## Karriere
Enchbat nahm 2006 und 2010 an den Asienspielen teil, schied dort jedoch bei allen seinen vier Starts jeweils in der ersten Runde aus. Bei der Badminton-Weltmeisterschaft 2007 erging es ihm bei seiner Teilnahme im Herrendoppel nicht besser. 2008 siegte er bei den Mongolia International im Mixed mit Gerelmaa Batchuluun.